# Cratere Vieta
Vieta è un cratere lunare di 87,16 km situato nella parte sud-occidentale della faccia visibile della Luna.

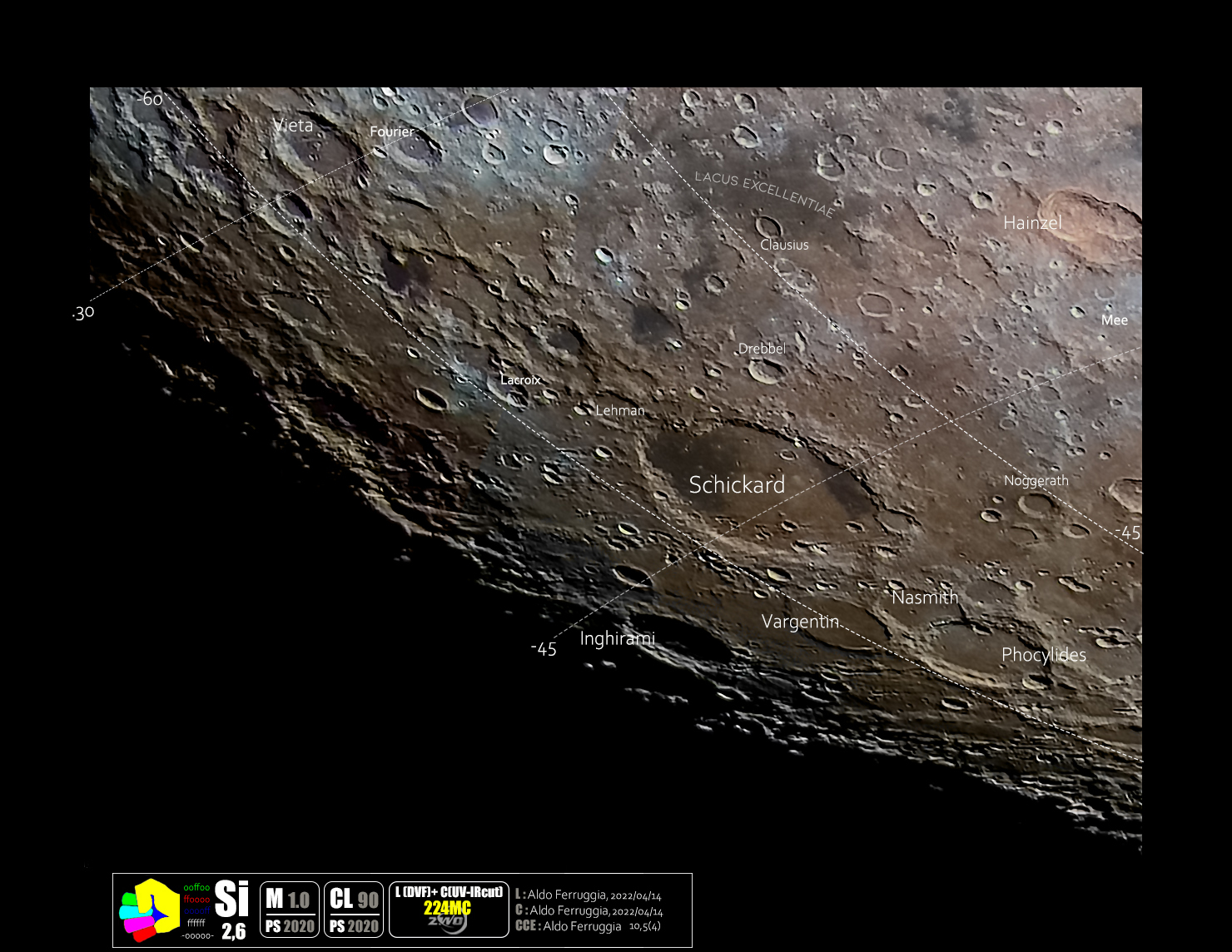
Immagine Selenocromatica(Si) del cratere(in alto a sinistra)